# Anisodes flavicornis
Anisodes flavicornis är en fjärilsart som beskrevs av W. Warren 1906. Anisodes flavicornis ingår i släktet Anisodes och familjen mätare. Inga underarter finns listade i Catalogue of Life.